# Šmrika (Kraljevica)
Šmrika je gradsko naselje Kraljevice u Primorsko-goranskoj županiji. 
Nalazi se sjeverno od Kraljevice, manje od 1 km iznad Jadranske magistrale, ispod brda Mižolova i Lukićeva. Kroz mjesto prolazi cesta kojom se s Jadranske magistrale skreće prema Hreljinu i Bakarskom zaleđu.
Ima 988 stanovnika prema popisu stanovništva iz 2011. godine. 
Najbliža plaža je Črišnjeva koja je istovremeno i mala lučica. Črišnjeva se nalazi s istočne strane Krčkog mosta i prije je služila kao trajektna luka. Malo dalje od Črišnjeve prema Jadranovu još su uvale do kojih se može doći samo pješice i zbog toga su vrlo očuvane, a to su Dumboka i Marenska.

## Stanovništvo
| broj stanovnika | 696   | 671   | 569   | 585   | 720   | 741   | 757   | 644   | 582   | 565   | 555   | 575   | 647   | 758   | 894   | 988   | 963   |
|                 | 1857. | 1869. | 1880. | 1890. | 1900. | 1910. | 1921. | 1931. | 1948. | 1953. | 1961. | 1971. | 1981. | 1991. | 2001. | 2011. | 2021. |

## Šport
U Šmriki se nalazi i nogometni klub Primorac u kojem trenira većina šmričke mladeži. 
U Črišnjevoj djeluje i ŠRK Jastog svake godine održava 2 klupska natjecanja u ribolovu.
Od 2019. godine u Šmriki djeluje Udruga, Moto klub "Šmrika racing team", od 30. prosinca 2020. godine primljena u članstvo Hrvatskog moto saveza. 
2021. godine na svom prvom Državnom prvenstvu u moto slalomu osvajaju 1. mjesto u pojedinačnoj i u ekipnoj kategoriji te kao jedan od najuspješnijih moto klubova u ekipnoj konkurenciji (moto slalom) osvojili su Kup Hrvatske Vilko Sever 2021.

## Kultura
Šmrička škola osnovana je 1894. godine kao Niža pučka škola, a sada djeluje kao područna škola Osnovne škole Kraljevica. Iste godine osnavane su župa i Narodna čitaonica i knjižnica.
Velikoj važnosti Šmrike doprinose i "Šmričke mačkare" i "Udruga za očuvanje i njegovanje starih običaja". Po pisanim materijalima možemo reći da su Šmričke mačkare osnovane su 1997. godine, otkako službeno gostuju na Riječkom karnevalu, ali je tradicija "mačkaranja" ovdje mnogo starija, seže od kraja 19. st.  Svake godine Šmričke mačkare odlaze na Riječki karneval, ali tijekom godine i na ostale karnevale kao što su karnevali u: Ivanić-Gradu, Novom Vinodolskom, Senju, Crikvenici i ostalim mjestima koji imaju karnevalsku tradiciju. Svake godine obiđu cijelu Šmriku po tradiciji "tjeranja zime i zla", te se na pusni utorak u pola noći čita "šetenca", optužnica mesopustu i događaji koji su obilježili vrijeme između dva karnevalska razdoblja, te pali mesopust, krivac za sve nedaće koje su zadesile mjesto i mještane kroz "pasano leto".
Udruga za očuvanje i njegovanje starih običaja primila je 2019. godine Godišnju nagradu Grada Kraljevice za osobit značaj u očuvanju i širenju šmričke maškarane tradicije među pučanstvom, a posebice mladima.

## Zanimljivost
Svojevrsni fenomen Šmrike je i brojnost odgojno-obrazovnih djelatnika kojima je barem jedan roditelj šmričkog podrijetla. Unatrag 150 godina iz Šmrike je poteklo više od 80 učiteljica, učitelja i odgojiteljica.
Prema povijesnim izvorima prva znana, vrlo vjerojatno i prva šmrička učiteljica bila je Barbara Burić, udata Ružić, rođena tridesetih godina 19. st. Bila je supruga Gjura Ružića starijeg, kožarskog obrtnika, veleposjednika, tvorničara i kućevlasnika, kulturnog djelatnika, gradonačelnika i istaknutog hrvatskog rodoljuba. Upravo ta povezanost s poznatom riječkom obitelji Ružić omogućila je postojanje jedinog pisanog traga o njoj.

## Poznate osobe
- Stjepan Haramija, hrv. dobrotvor, veletrgovac, poduzetnik i veleposjednik

## Galerija
- Šmrika
- Šmrika
- Ploča na Narodnoj čitaonici u Šmriki.

## Vanjske poveznice
|  | Zajednički poslužitelj ima stranicu o temi Šmrika |